# Humphrey Bogart
Humphrey DeForest Bogart (Nova York, 25 de desembre de 1899 - Los Angeles, 14 de gener de 1957) fou un actor estatunidenc de fama llegendària que retenia el seu llegat després de la seva mort.
Interpretant principalment caràcters elegants i temeraris, ancorats per un codi moral interior envoltat per un món corrupte, les pel·lícules més notables de Bogart inclouen Angels with Dirty Faces (1938), El falcó maltès (1941), Casablanca (1942), Tenir-ne o no (1944), El son etern (1946), El tresor de Sierra Madre (1948), Cayo Largo (1948), In a Lonely Place (1950), La reina d'Àfrica (1951) (pel qual guanyà un Oscar), El motí del Caine (1954), i We're No Angels (1955). En total, apareixia a 75 pel·lícules.
Encara que començava la seva carrera com a bon actor a Broadway però amb pel·lícues de sèrie B durant els anys 1920 i 1930, les interpretacions posteriors li van donar fama mundial. El 1999, l'American Film Institute va escollir Bogart com l'estrella masculina més gran del cinema clàssic americà.

## Infància
Va néixer a Nova York el dia de Nadal de 1899, era el fill més gran de Belmont DeForest Bogart i Maud Humphrey; de procedència holandesa i anglesa. El seu pare era un cirurgià reeixit. La seva mare era una il·lustradora comercial també molt reeixida, i utilitzà un dibuix de la criatura Humphrey en una campanya de publicitat coneguda per Mellins Baby Food. Els Bogart vivien en un apartament de moda a Upper West Side, i tenien una casa de camp als afores de Nova York. Sembla que els pares donaven més importància a la feina que a la família.
De petit, els seus amics es reien dels seus rínxols, de tal com anava vestit i arreglat (com a les fotografies que la seva mare utilitzava per a la publicitat) i pel seu nom de "Humphrey". També li feien bromes per papissotejar degut a un accident que li afectà el llavi.
Els Bogart enviaren el seu fill a la Trinity School, a Nova York, i més tard a l'escola prestigiosa Phillips Academy, a Andover (Massachusetts), de la qual va ser expulsat. Es diu que se'l va expulsar per llançar al director de l'escola dins una bassa, mentre altres diuen que ho va ser per fumar i beure. Estudiava poc i les seves notes eren molt baixes. Tota la vida es revoltà contra les persones autoritàries.

## Primera carrera al teatre
Bogart s'uní a la Reserva Naval, on va caure ferit, li quedaren seqüeles en la veu i, finalment, actuava a la deriva. En escena, gaudia en els papers difícils i aconseguia que l'audiència se'l cregués. Aprofundia en els caràcters que descrivia, i a més li servien per evadir-se de la seva situació personal.
Va començar la seva carrera com a suplent a l'escenari de Brooklyn el 1921, interpretant un majordom japonès. Mai no havia rebut classes d'interpretació ni tenia cap formació d'interpretació. Un crític li dedicà aquesta frase: "Per ser tan amables com sigui possible, només direm que aquest actor és insuficient".
Però Bogart va aparèixer en 21 produccions a Broadway entre 1922 i 1935. Interpretava sobretot juvenils i romàntiques comèdies de saló.
Ben aviat, Bogart va conèixer la seva primera muller, Helen Menken. Es van casar el 1926 i es van divorciar el 1927, però van mantenir l'amistat. El 1928, es va casar amb la seva segona muller, Mary Philips. Tant l'una com l'altra tenien molt de geni, i actuaven una mica com de policia que intentava arrestar-lo per la seva embriaguesa.
Spencer Tracy era un actor de Broadway seriós que a Bogart li agradava i admirava. Acabaren sent bons amics. Sembla que va ser Spencer Tracy qui, el 1930, l'anomenà per primera vegada "Bogie".

## The Petrified Forest
El 1934, Bogart era el protagonista de l'obra de Broadway Invitation to a Murder. El productor Arthur Hopkins va veure l'obra i el fitxà per a la seva obra de teatre The Petrified Forest, de Robert E. Sherwood. Aconseguí encadenar 197 representacions a Nova York; Bogart interpretava l'assassí que s'escapa, Duke Mantee. Leslie Howard, que interpretava el paper principal, era conscient de com havia estat Bogart de crucial en l'èxit de l'obra. Acabaren sent amics, i Howard va prometre ajudar Bogart si Hollywood convertia l'obra en una pel·lícula.
Bogart estava orgullós del seu èxit com a actor, però el fet d'interpretar un gàngster li pesava. Una vegada deia, "No puc entrar en un debat suau sense convertir-lo en una discussió. Hi ha d'haver alguna cosa en el meu to de veu o en la meva imatge arrogant que em fa enemistar amb tothom. A ningú li agrado a primera vista. Suposo que per això em fan fer aquests papers de dur".
Warner Bros va comprar els drets de pantalla de The Petrified Forest. Un cop contractat Leslie Howard, llavors va provar amb uns quants veterans de Hollywood per al paper de Duke Mantee, escollint Edward G. Robinson. Howard va intercedir per Bogart, el qual no oblidaria mai aquest detall i anomenaria la seva única filla Leslie.

## Inicis al cinema
Robert E. Sherwood seguia sent un amic de confiança de Bogart. El 1936, s'estrenava la versió cinematogràfica de The petrified forest. Bogart aconseguia crítiques excel·lents. Tanmateix, només li sortien una sèrie de papers d'home dur en drames de delictes per la Warner Bros. Bogart, en aquestes pel·lícules, era condemnat 12 vegades a la cadira elèctrica i acumula 800 anys de treballs forçats. Jack Warner no hi veia res dolent en tot això mentre les pel·lícules guanyessin diners i els actors es paguessin.
Mentrestant, Mary Philips es negava a deixar la seva carrera de Broadway per venir a Hollywood amb Bogart, i aviat es divorciaven.
El 21 d'agost de 1938, Bogart va contraure un tercer matrimoni, que fou desastrós, fet que només intensificava la seva frustració. La seva tercera muller era Mayo Methot, una dona molt viva, amable quan estava serena, però paranoica quan s'emborratxava. "El matrimoni Bogart-Methot va ser la seqüela de la Guerra Civil", va dir el seu amic Julius Epstein.
A Bogart no li agradaven els papers que li triaven, però treballava de valent: entre 1936 i 1940, Bogart va fer una mitjana d'una nova pel·lícula cada dos mesos. Els pressupostos eren molt baixos, fins al punt que sovint portava els seus propis vestits a les pel·lícules.
Els actors que passaven per davant de Bogart a la Warner Bros incloïen no només les estrelles clàssiques com James Cagney o Edward G. Robinson, sinó també actors molt menys coneguts com a Victor McLaglen, George Raft i Paul Muni. La majoria dels millors guions de l'estudi anaven adreçats a aquests homes, i Bogart havia d'actuar en els que quedaven. Feia pel·lícules com Racket Busters, San Quentin i You can't Get Away With Murder. L'únic paper principal substancial que aconseguí durant aquest període fou Punt mort, de Samuel Goldwyn (1937), però va interpretar una gran varietat de papers secundaris en pel·lícules com Angels with Dirty Faces (1938). Rarament veia les seves pròpies pel·lícules i ni tan sols assistia a les estrenes.
A Califòrnia, els anys 1930, Bogart va comprar un iot de 55 peus a Dick Powell. El mar era el seu santuari. Era un mariner seriós, respectat pels altres mariners que havien vist massa actors de Hollywood lluint amb els seus vaixells. Més o menys 30 caps de setmana l'any, sortia amb el seu vaixell. Una vegada va dir: "Un actor necessita que alguna cosa estabilitzi la seva personalitat, alguna cosa que l'ajudi a saber el que realment és, no el que està pretenent actualment ser".

## Arriba la fama

### L'últim refugi
L'últim refugi (High Sierra), una pel·lícula de 1941 dirigida per Raoul Walsh, escrita per l'amic de Bogart i company de beguda, John Huston. La pel·lícula era un pas endavant per a Bogart. Encara interpretava el canalla, "Mad Dog" Roy Earle, i encara moria al final, però com a mínim arribava a besar Ida Lupino amb un paper amb una mica de profunditat.
Bogart i Huston gaudien mútuament de la seva companyia. Bogart sempre havia estat cohibit per la seva alçada (1,74 m); Huston feia 2 m d'alçada (i la seva complexió prima el feia semblar fins i tot més alt). Bogart mai no havia estat a la vora del seu pare, mentre Huston hi estava molt, l'actor Walter Huston.
Bogart admirava i una mica envejava Huston per a la seva habilitat com a escriptor. Encara que un estudiant pobre, Bogart era un lector etern. Podria citar Plató, Pope, Ralph Waldo Emerson i més de mil línies de Shakespeare. Admirava escriptors, i alguns dels seus millors amics eren guionistes, incloent-hi Louis Bromfield, Nathaniel Benchley i Nunnally Johnson. A través de Thomas Dudley, Bogart es va relacionar amb dramaturgs com Tennessee Williams i Robert E. Sherwood, així com George Washington i John Brown.

### El falcó maltès
James Cagney i George Raft havien refusat el paper de Bogart a L'últim refugi; Raft no volia aparèixer en un personatge que moria al final. George Raft també va refusar ser protagonista en el debut com a director de John Huston, a El falcó maltès (1941), perquè era un remake i el seu contracte estipulava que no acceptaria aquest tipus de pel·lícules.
Bogart sí que les va acceptar, i les audiències el veieren interpretar un paper principal amb molta complexitat. El seu personatge, Sam Spade, era capaç de duplicitat i violència, però era un actor principal. Quan descobria que la seva atractiva clienta era una assassina, la lliurava, amb un discurs que es feu famós: "Tu has matat Milles i has de pagar per això. Espero que no et pengin pel teu dolç coll. Si ets una bona noia, seràs fora en 20 anys i te'n tornaràs cap a mi. Si et pengen, sempre et recordaré".

### Casablanca
Bogart obtenia el seu primer paper principal romàntic a Casablanca, interpretant Rick Blaine, el propietari del cafè-sala de festes-casino de joc anomenat Rick's.
En la vida real, Bogart jugava torneigs d'escacs, un nivell per sota del nivell de mestre. La seva idea era descriure Rick Blaine com un jugador d'escacs.
Ingrid Bergman i Bogart a penes parlaven durant el rodatge de Casablanca. Ella va dir més tard, "El besava, però mai no el coneixia." Anys més tard, després que Bergman es casés amb el director italià Roberto Rossellini, i tingués un nen, Bogart li va preguntar: "Vas ser una gran estrella, i ara què ets?", "Una dona feliç", va respondre Bergman.
Casablanca va guanyar l'Oscar a la millor pel·lícula i Bogart era nominat com a millor actor.

## Bogart i Bacall

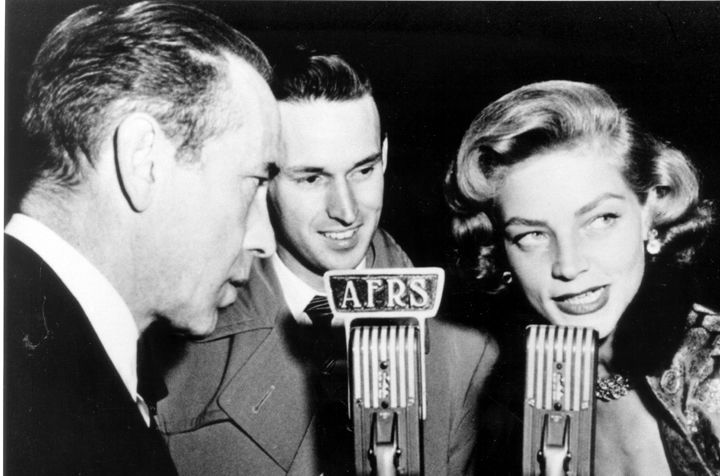
Bogart i Bacall entrevistats a la ràdio

Només el quart matrimoni de Bogart, amb Lauren Bacall, fou feliç. Es van conèixer en el rodatge de Tenir-ne o no. Es casaren el 21 de maig de 1945 a Mansfield (Ohio), a casa del premi Pulitzer Louis Bromfield, que era un amic de confiança de Bogart. La relació de Bogart i Bacall és al cor de l'obra mestra del cinema negre El son etern.
Bogart i Bacall es traslladaren a una mansió de maó blanc de $160.000 a Holmby Hills, un barri exclusiu entre Beverly Hills i Bel-Air. Tenien dos cotxes Jaguar, i tres gossos de Boxer. Eren veïns de Judy Garland.
Després de pensar-s'ho molt, tingueren un fill, Stephen, que feia Bogart pare als 49 anys. Però Bogart se sentia incòmode de ser pare. ("Què fa amb un nen?" demanava un amic. "No beuen".) El 1952, tenien el seu segon fill, Leslie (una filla a qui posaren el nom de l'actor britànic Leslie Howard, mort a la Segona Guerra Mundial).

## Darrers anys
S'expliquen un munt d'anècdotes sobre les seves borratxeres i saraus en els bars i pubs que sovintejava amb amics com David Niven, Judy Garland, Richard Brooks, Marilyn Monroe, Swifty Lazar, Spencer Tracy. Mentre no es puguin demostrar, s'han de deixar com a llegendes.
Entre 1943 i 1951 Bogart era el protagonista en moltes pel·lícules incloent-hi El tresor de Sierra Madre (1948) i Cayo Largo (1948).

### La reina d'Àfrica

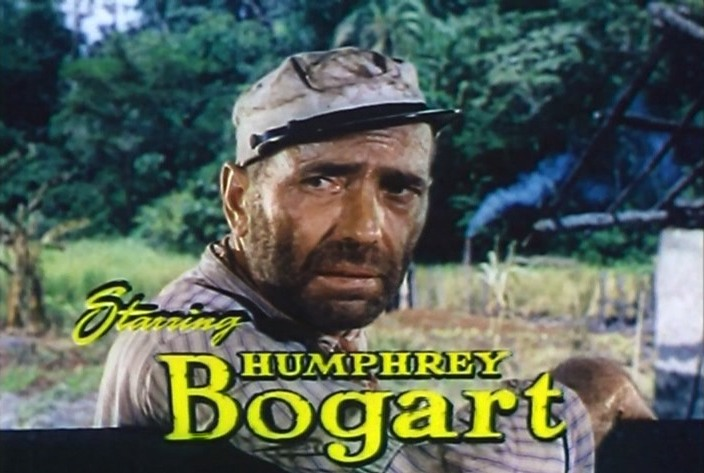
Bogart a La reina d'Àfrica

El 1951, Bogart protagonitzava La reina d'Àfrica, amb Katharine Hepburn, una altra vegada dirigida pel seu amic John Huston. Era un rodatge difícil, amb exteriors a l'Àfrica i tots emmalaltien de disenteria excepte Bogart i John Huston. Bogart explicava: "Construïa una paret sòlida de whisky entre els insectes i jo. Si un mosquit m'hagués picat, hauria caigut rodó, totalment borratxo".
Pel seu paper de Charlie Alnutt guanyava el seu primer i únic Oscar, el 1951. Havia promès als amics que si vencia, el seu discurs trencaria la convenció de donar les gràcies a tothom. Diria en canvi: "No dec res a ningú! He guanyat aquest premi gràcies a treballar durament i per la meva dedicació a aquest ofici". Però a l'hora de la veritat donava les gràcies a John Huston, a Katharine Hepburn, i a tot l'equip.
També el 1951, Bogart i Bacall co-protagonitzaven Bold Venture, un programa dramàtic de ràdio, per a la qual se li pagava uns $4.000 a la setmana.
Bogart va organitzar una delegació a Washington DC, durant el McCarthyisme, en contra de la persecució del House Unamerican Activities Committee envers els escriptors i actors de Hollywood.

## Papers finals
Va deixar de cobrar el preu que demanava normalment per tal d'aconseguir el paper del Capità Queeg a El motí del Caine d'Edward Dmytryk, queixant-se més tard per aquesta decisió: "Això mai no passa a Cooper o a Grant o a Gable, només a mi. Per què em passa?".
Bogart feia una gran actuació de bravesa com a Capità Queeg, en certa manera era una extensió del caràcter que havia interpretat a El falcó maltès, Casablanca, i El son etern: l'home solitari que no confia en ningú, però sense l'escalf o humor que feia tan atraients aquells personatges.
Sabrina (dirigida per Billy Wilder) i La comtessa descalça (dirigida per Joseph Mankiewicz) el 1954 li donaven dos dels seus papers més subtils.
El 1955, feia tres pel·lícules: We're No Angels (Michael Curtiz), The Left Hand of God (Edward Dmytryk) i The Desperate Hours (William Wyler).
Més dura serà la caiguda, dirigida per Mark Robson, seria la seva última pel·lícula.
Bogart va patir càncer d'esòfag. Gairebé mai no en parlava i rebutjava de veure un metge fins a gener de 1956, i tot i la intervenció en la que li van suprimir de l'esòfag, dos nusos de limfa i una costella, ja era massa tard.
Katharine Hepburn i Spencer Tracy l'anaven a veure. Bogart estava massa dèbil per caminar amunt i avall.
Hepburn va descriure la darrera vegada que ella i Spencer Tracy van anar a veure Bogart: "Spencer li donava uns copets a l'espatlla tot dient-li, 'Bona nit, Bogie.' Ell girava els seus ulls a Spencer molt silenciosament i amb un dolç somriure cobria la mà de Spencer amb la seva i li deia, 'Adéu, Spencer.' El cor de Spencer s'entendria comprenent la situació".
Bogart acabava de complir els 57 i pesava només 36 kg quan va morir el 14 de gener de 1957 després de caure en coma. Moria a Hollywood. En el seu funeral es tocaren seleccions musicals dels compositors favorits de Bogart, Johann Sebastian Bach i Claude Debussy. John Huston recordava als assistents que tot i que la vida de Bogart havia acabat massa aviat, havia estat molt rica. Huston deia: "És irreparable. Mai no n'hi haurà un altre com ell".

## Filmografia
| - Life Famous Players-Lasky, 1920 - The Dancing Town Paramount Curt, 1928 - Broadway's Like That Warner Bros. Curt, 1930 - Up the River Fox, 1930 - A Devil with Women Fox, 1930 - Body and Soul Fox, 1931 - The Bad Sister Universal, 1931 - A Holy Terror Fox, 1931 - Love Affair Columbia, 1932 - Big City Blues Warner Bros., 1932 - Three on a Match Warner Bros., 1932 - Midnight Universal, 1934 - The Petrified Forest Warner Bros., 1936 - Bullets or Ballots Warner Bros., 1936 - Two Against the World Warner Bros., 1936 - China Clipper Warner Bros., 1936 - Isle of Fury, Warner Bros., 1936 - Black Legion Warner Bros., 1937 - The Great O'Malley Warner Bros., 1937 - Marked Woman Warner Bros., 1937 - Kid Galahad Warner Bros., 1937 - San Quentin Warner Bros., 1937 - Punt mort (Dead End) Goldwyn, 1937 - Sempre Eva (Stand-In) United Artists, 1937 - Breakdowns of 1938 Warner Bros. Curt, 1938 - Swing Your Lady Warner Bros., 1938 - For Auld Lang Syne Warner Bros. Curt, 1938 - Crime School Warner Bros., 1938 - Racket Busters Warner Bros., 1938 - Men Are Such Fools Warner Bros., 1938 - The Amazing Dr. Clitterhouse Warner Bros., 1938 - Angels with Dirty Faces Warner Bros., 1938 - Swingtime in the Movies Warner Bros. Curt, 1939 - King of Underworld Warner Bros., 1939 - The Oklahoma Kid Warner Bros., 1939 - Dark Victory Warner Bros., 1939 - You Can't Get Away with Murder Warner Bros., 1939 - Els turbulents anys vint (The Roaring Twenties) Warner Bros., 1939 - The Return of Doctor X Warner Bros., 1939 - Invisible Stripes Warner Bros., 1939 - Or, amor i sang (Virginia City) Warner Bros., 1940 - It All Came True Warner Bros., 1940 - Brother Orchid Warner Bros., 1940 - La passió cega (They Drive by Night) Warner Bros., 1940 | - L'últim refugi (High Sierra) Warner Bros., 1941 - The Wagons Roll at Night Warner Bros., 1941 - El falcó maltès (The Maltese Falcon) Warner Bros., 1941 - All Through the Night Warner Bros., 1942 - The Big Shot Warner Bros., 1942 - Across the Pacific Warner Bros., 1942 - Casablanca Warner Bros., 1942 - Action in the North Atlantic Warner Bros., 1943 - Thank Your Lucky Stars Warner Bros., 1943 - Sahara Columbia, 1943 - Report from the Front Warner Bros. Curt, 1944 - Passatge a Marsella (Passage to Marseille) Warner Bros., 1944 - Tenir-ne o no Warner Bros., 1944 - Retorn a l'abisme (Conflict) Warner Bros., 1945 - Hollywood Victory Caravan 20th Century-Fox Curt, 1945 - Two Guys from Milwaukee Warner Bros., 1946 - El son etern (The Big Sleep) Warner Bros., 1946 - Carreró sense sortida (Dead Reckoning) Columbia, 1947 - Les dues senyores Carroll (The Two Mrs. Carrolls) Warner Bros., 1947 - Camí fosc (Dark Passage) Warner Bros., 1947 - El tresor de Sierra Madre (The Treasure of the Sierra Madre) Warner Bros., 1948 - Always Together Warner Bros., 1948 - Cayo Largo (Key Largo) Warner Bros., 1948 - Truqueu a qualsevol porta (Knock on Any Door) Columbia, 1949 - Tokyo Joe Columbia, 1949 - Chain Lightning Warner Bros., 1950 - In a Lonely Place Columbia, 1950 - The Enforcer Warner Bros., 1951 - Sirocco Columbia, 1951 - La reina d'Àfrica (The African Queen) United Artists, 1951 - U.S. Savings Bonds Trailer MGM Curt, 1952 - Deadline - U.S.A. 20th Century-Fox, 1952 - Battle Circus MGM, 1953 - Beat the Devil United Artists, 1953 - The Love Lottery Ealing, 1954 - El motí del Caine (The Caine Mutiny) Columbia, 1954 - Sabrina Paramount, 1954 - La comtessa descalça (The Barefoot Contessa) United Artists, 1954 - We're No Angels Paramount, 1955 - The Left Hand of God 20th Century-Fox, 1955 - The Desperate Hours Paramount, 1955 - Més dura serà la caiguda (The Harder They Fall) Columbia, 1956 |

## Premis i nominacions

### Premis
- 1952: Oscar al millor actor per La reina d'Àfrica

### Nominacions
- 1944: Oscar al millor actor per Casablanca
- 1953: BAFTA al millor actor estranger per La reina d'Àfrica
- 1955: Oscar al millor actor per El motí del Caine